# 下石倉町
下石倉町（しもいしくらまち）は、群馬県前橋市の地名。郵便番号は371-0842。面積は0.25km2(2013年現在)。

## 地理
前橋市の西部、両毛線以南の地域である。町の東側を利根川が流れている。

### 河川
- 利根川

## 歴史
1978年に周辺の町の各一部が合併して成立した地名である。近年は宅地化が進んでいる。

### 年表
- 1978年 小相木町、古市町、石倉町、大渡町の各一部が合併し、成立する。

## 世帯数と人口
2017年（平成29年）8月31日現在の世帯数と人口は以下の通りである。
| 町丁     | 世帯数  | 人口  |
| -------- | ------- | ----- |
| 下石倉町 | 443世帯 | 902人 |

## 小・中学校の学区
市立小・中学校に通う場合、学区は以下の通りとなる。
| 番地 | 小学校                 | 中学校               |
| ---- | ---------------------- | -------------------- |
| 全域 | 前橋市立元総社南小学校 | 前橋市立元総社中学校 |

## 交通

### 鉄道
鉄道駅はない。

### 道路
国道、県道ともに通っていないが、近隣に国道17号が通っている。
平成大橋の西岸側にあたる。

## 施設
- 菅原神社
- 利根橋公園
- すがはら公園